# 南島原市立梅谷小学校
南島原市立梅谷小学校（みなみしまばらしりつ うめだにしょうがっこう）は、かつて長崎県南島原市南有馬町己にあった公立小学校。
2015年（平成27年）3月末に閉校し、南島原市立南有馬小学校に統合された。

## 概要
歴史
1886年（明治19年）に「清谷学校」として開校。1893年（明治26年）に古園小学校の分校（分教場）となり、1948年（昭和23年）に分離独立。2011年（平成23年）に創立125周年を迎えた。南島原市南有馬地区の小学校5校の統合により、2015年（平成27年）3月末に閉校し、129年の歴史に幕を下ろした。
学校教育目標
「すすんで学び、心豊かに、たくましく生きる子どもの育成」
校章
校名の「梅」にちなみ、梅の花弁を背景にして中央に「小」の文字を置いている。
校歌
作詞は酒井末男、作曲は信時潔による。歌詞は3番まであり、各番に校名の「梅谷校」が登場する。
校区
住所表記で南島原市南有馬町の後に「己2073〜4934番4号」が続く地域。中学校区は南島原市立南有馬中学校。

## 沿革
- 1886年（明治19年）10月 - 「清谷学校」が開校[1]。古園名字清谷の林田平衛宅の倉庫1棟を借り受け教場とする[2]。
  - 林田平衛が学校の管理を行い、寺田新三郎らが教授を開始[2]。
- 1890年（明治23年）
  - 6月 - 「簡易古園小学校」に改称。学校管理者である林田平衛宅の向かい側に校舎1棟を建設[2]。
  - 6月14日 - 古園名字梅谷小字川の下にある竹下虎次郎宅を仮校舎として「梅谷学校」が開校。梅谷・大路木・柳谷・北有馬折木名の児童を収容[2]。
  - 12月 - 古園名字梅谷の竹下忠三郎と大野鉄馬の所有地に校舎が完成[2]。
- 1891年（明治24年）9月1日 - 簡易古園小学校と梅谷学校が統合される[2]。
  - 梅谷学校の所在地に「簡易古園小学校」本部が設置される。簡易田中小学校を統合して田中分校とする[2]。
- 1893年（明治26年）3月 - 統合により「田中尋常小学校梅谷分校」に改称。（本校と分校が入れ替わる）[2]
- 1895年（明治28年）3月 -「古園尋常小学校梅谷分校」に改称[1]。
- 1901年（明治34年）4月 - 「古園尋常小学校梅谷分教場」に改称[1]。
- 1908年（明治41年）4月 - 義務教育年限が4年から6年に延長されたことにより、尋常科5年を新設[2]。
- 1909年（明治42年）4月 - 尋常科6年を新設[2]。
- 1931年（昭和6年）12月 - 校舎を改築[1]。
- 1941年（昭和16年）3月 - 国民学校令の施行により、「南有馬町古園国民学校分教場」に改称[1]。
- 1947年（昭和22年）4月 - 学制改革（六・三制の実施）により、国民学校初等科が改組され、「南有馬町立古園小学校分教場」となる[1]。
- 1948年（昭和23年）3月 - 南有馬町立古園小学校から分離し、「南有馬町立梅谷小学校」として独立[1]。
- 1963年（昭和38年）9月 - ミルク給食を開始[1]。
- 1966年（昭和41年）
  - 8月 - 水道施設が完成[1]。
  - 9月 - がけ崩れの発生により、運動場の改修工事を実施[1]。
  - この頃 - 完全給食を開始[2]。
- 1975年（昭和50年）9月 - 図書室が完成[1]。
- 1976年（昭和51年）9月 - 放送室が完成[1]。
- 1978年（昭和53年）8月 - 夜間照明を設置[1]。
- 1986年（昭和61年）- 創立100周年記念式典を挙行[要出典]。
- 1987年（昭和62年）4月 - 新校舎が完成し移転[1]。
- 1988年（昭和63年）3月 - 体育館が完成[1]。
- 1989年（平成元年）3月 - 山桃や槙など70本の植物を植樹[1]。
- 1993年（平成5年）8月 - 国道389号と学校を結ぶ道路が完成[要出典]。
- 1997年（平成9年）9月 - 運動場を整備・拡張[1]。
- 1998年（平成10年）- 南有馬町スクールバス運行開始により、中学校区が従来の加津佐町立加津佐中学校から南有馬町立南有馬中学校に変更となる[5]。
- 1999年（平成11年）4月 - 飼育小屋を移転[1]。
- 2000年（平成12年）3月 - 校舎裏法面舗装が完成[1]。
- 2006年（平成18年）
  - 3月 - 運動場にナイター照明を設置[1]。
  - 3月31日 - 南島原市の発足に伴い、「南島原市立梅谷小学校」に改称[1]。
- 2013年（平成25年）
  - 3月 - 校内の給食調理室を閉鎖[1]。
  - 4月 - 北有馬給食センターからの給食配送を開始[1]。
- 2015年（平成27年）3月末 - 南島原市立南有馬小学校への統合により閉校[3]。

## 交通アクセス
最寄りのバス停
- 島鉄バス 「梅谷」バス停

最寄りの県道
- 国道389号

## 周辺
- 岩嶽神社